# Carica chilensis
Carica chilensis là một loài thực vật có hoa trong họ Caricaceae. Loài này được (Planch. ex A.DC.) Solms mô tả khoa học đầu tiên năm 1894.